# Autostrade per l'Italia
Pour les articles homonymes, voir ASPI.

Carte du réseau autoroutier italien géré par Autostrade per l'Italia SpA

Autostrade per l'Italia S.p.A. (ASPI) est une entreprise italienne, créée en 1950 par le holding d'État IRI - Istituto per la Ricostruzione Industriale pour participer à la reconstruction des moyens de communication de l'Italie, les routes et autoroutes sous le nom Autostrade Concessioni e Costruzioni S.p.A., communément appelée Autostrade SpA, privatisée en 1999 et renationalisée en 2021, chargée notamment de la gestion de 2 968 km d'autostrade en Italie.
Avec sa privatisation, la société d'autoroute etait devenue une filiale d'Atlantia SpA (groupe Benetton) qui gérait 12 904 km d'autoroutes dans le monde, cinq aéroports et des services de support comme les télépéages Telepass ou des bureaux d'études de conception d'ouvrages d'art SPEA Engineering SpA.
En mai 2021, à la suite de l'écroulement d'une travée du viaduc de Polcevera de Gênes en août 2018, le groupe Benetton a dû céder le contrôle d'Autostrade per l'Italia au groupement national italien dirigé par l'organisme bancaire public Cassa Depositi e Prestiti pour 9,1 milliards d'euros.

## Histoire

### Autostrade S.p.A.
La société Autostrade Concessioni e Costruzioni S.p.A. est créée par le holding d'État IRI - Istituto per la Ricostruzione Industriale pour participer à la reconstruction des moyens de communication de l'Italie, les routes et autoroutes fortement détruites par les bombardements américains durant la Seconde Guerre mondiale.
En 1956, la société signe la première Convention avec l'ANAS (l'équivalent de l'ancienne DDE française) qui lui permet de co-financer, avec l'ANAS, la construction de l'autoroute du Soleil A1, reliant Milan à Rome et A2 reliant Rome à Naples. Ce sera le plus grand projet autoroutier du siècle, la société Autostrade devant ensuite en assurer la gestion à partir de son ouverture complète à la circulation en 1964.
Au fil des ans, la société investit, obtient de nouvelles concessions et fait croître son réseau en Italie jusqu'à atteindre presque 3 000 km dans les années 1970.
En 1982, plusieurs sociétés privées, concessionnaires de tronçons plus ou moins importants, connaissent des difficultés et sont rachetées par Autostrade SpA qui devient un groupe, toujours filiale de la holding publique IRI. En 1987, la société est cotée à la Bourse de Milan, au MIB 30 (équivalent du CAC 40 français).
En 1990, Autostrade SpA lance, en première mondiale, le péage électronique dynamique Telepass qui permet à l'automobiliste de payer le péage sans s'arrêter à la barrière. La société comptait déjà, en avril 2016, plus de 8 millions d'abonnés qui deviendront 9,6 millions en 2022.
En 1992, le groupe participe au premier projet d'autoroute à péage du Royaume Uni, la "M6 Toll (en)" de Birmingham, qui sera mise en service en 2003. En 1995, elle réalise la première autoroute à péage financée par de capitaux entièrement privés aux États-Unis, la "Dulles Greenway (en)", en Virginie.
En 1997, la convention avec l'ANAS pour la gestion du réseau autoroutier en concession est renouvelé jusqu'en 2038.

### La privatisation
Pour respecter les décisions de la Commission européenne, en 1999, le gouvernement italien décide de privatiser la société Autostrade SpA qui, comme toutes les sociétés de la holding publique IRI, ont un statut privé bien que détenues majoritairement par une holding publique. Deux candidats sont retenus après un premier appel à candidature, un groupement conduit par la société "Schemaventotto S.p.A." composé de Edizione Holding de Gilberto Benetton (60 %), Fondation CRT (Caisse d'Épargne de Turin) (13,33 %), Acesa Italia (12,83 %), Assicurazioni Generali et Unicredito Italiano (6,67 % chacun) et Brisa International SGPS S.A. (0,50 %) et un second groupement conduit par la banque d'affaires australienne Macquarie qui se retira au tout dernier moment, juste avant de devoir déposer leur offre définitive. L'IRI qui détenait alors 86 % du capital, le solde de 14 % étant coté en Bourse, en vend 30% à Schemaventotto (Edizione Holding) pour la modique somme de 5 050 milliards de lires. L'IRI met sur le marché boursier ses 56% restants à travers une  OPV qui lui rapportera 8 750 milliards de £ires. La société valait donc plus de 16 000 milliards, soit 12,52 milliards d'euros (valeur 2022).
En 2002, Autostrade SpA remporte l'appel d'offres international lancé par le gouvernement autrichien pour créer le système le plus avancé au monde de télé péage électronique sans arrêt pour les transports routiers. Le système a été mis en service conformément au cahier des charges en 2004 et est géré par la filiale "Europass".

### La prise de contrôle complète
Au cours de l'année 2002, les actionnaires de référence annoncent leur volonté d'augmenter leur participation dans la société Autostrade S.p.A., qui pourrait attirer les convoitises de fonds spéculatifs étrangers au vu des bons résultats obtenus.
La société Autostrade SpA fait l'objet d'une OPA sur la totalité des actions cotées en bourse entre le 20 janvier et le 21 février 2003. L'opération est un grand succès avec 53,8% des actions, soit 645.883.233 titres de bourse apportés. Le groupement "Schemaventotto" (Edizione Holding) dispose alors de 83,8% du capital de la société dont chaque action est payée 10 euros, soit un total de 6,45 milliards d'Euros.

### Autostrade per l'Italia SpA et Atlantia SpA
Le 1er juillet 2003, le comité d'administration de la société décide de séparer les activités de concession autoroutières qui passent de la responsabilité de Autostrade S.p.A. à une nouvelle entité Autostrade per l'Italia SpA, détenue à 100% par Autostrade S.p.A., qui est renommée Atlantia SpA en 2007.
Détenue à 100 % par la société privée Atlantia SpA, dont le siège social est situé à Rome, en Italie, Autostrade per l'Italia SpA gère les concessions d'autoroutes et la collecte par télépéage de plus de 8 millions de clients quotidiens rien qu’en Italie. Elle a développé et mis en œuvre avec succès en Autriche le premier système au monde de collecte de péage multivoies en libre circulation. En 2019, le groupe Autostrade per l’Italia compte 7 121 salariés à travers le monde, et a généré 4,08 milliards d'euros de chiffre d'affaires et investi 590 millions en maintenance.
En 2011, elle est choisie par l'État français pour mettre en place la fameuse taxe poids lourds, au travers d'une société de droit français, Ecomouv SAS, dont elle possède 70 % du capital.
En 2016, Autostrade per l'Italia déclare un chiffre d'affaires de 4 milliards d’euros et un bénéfice de 968 millions d’euros.

### Nationalisation
Le 14 août 2018, une travée du viaduc Morandi de Gênes, qui fait partie de l'autoroute A10 Gênes - Vintimille, sous concession d'Autostrade per l'Italia SpA, s'effondre. Le Premier ministre italien tient rapidement le concessionnaire pour responsable et l'accuse de ne pas avoir investi suffisamment dans l'entretien et la sécurité de ses infrastructures. Le 3 août 2020, un nouveau viaduc, construit par les groupes italiens Fincantieri et Salini-Impregilo est mis en service. Aucun rapport officiel d'expertise technique et judiciaire ne vient mettre formellement en accusation Autostrade per l'Italia. La société a fait contrôler et certifier les 1 946 ponts et viaducs de son réseau italien.
Compromise depuis cette catastrophe, Atlantia SpA doit céder sa participation de 88,06% dans sa filiale, le concessionnaire autoroutier Autostrade per l’Italia SpA après sa nationalisation en avril 2021, pour 7,9 milliards d’euros. L’acquéreur est un consortium constitué de la Caisse des dépôts & consignations italienne (51 %) et des fonds d’investissement BlackRock et Macquarie Group (24,5 % chacun).

## Activités du groupe Autostrade per l'Italia SpA

### Gestion d'autoroutes (1950-2021)
Depuis sa création comme société publique, après sa privatisation et intégration dans le groupe Benetton (Edizione Holding) et avant la nationalisation de sa filiale en 2021, Autostrade per l'Italia était le plus important opérateur au monde pour la longueur du réseau autoroutier à péage géré, en Europe, Amérique Latine et Inde avec 14 000 km dans 24 pays dont les principaux :
- Europe
  -  Italie : 3 256 km
  -  France : 1 929 km
  -  Espagne : 1 153 km
  -  Pologne : 61 km
- Amérique Latine
  -  Brésil : 4 321 km
  -  Chili : 1 100 km
  -  Argentine : 175 km
  -  Mexique : 876 km
- Reste du monde
  -  Inde : 262 km
  -  Porto Rico : 90 km
  -  États-Unis : 12 km

### Gestion d'autoroutes (après 2021)
Depuis sa nationalisation en 2021 et son intégration dans le groupe public Cassa Depositi e Prestiti, le groupe Autostrade per l'Italia SpA gère 2 854,7 km d'autoroutes gratuites et à péage en Italie, dont la concession expire en 2038, et d'autres sociétés concessionnaires.

### Principales participations
- Sociétés de gestion autoroutières :
  - SITMB SpA - Société Italienne du Tunnel du Mont Blanc - Pré-Saint-Didier (AO) 5,8 km - 51 % - Fin de la concession : 2050,
  - R.A.V. SpA - Raccordo Autostradale Valle d'Aosta tronçon Aoste-Tunnel du Mont Blanc de l'Autoroute A5 Turin - Tunnel du Mont-Blanc 32,3 km - 47,97 % du capital et 58,00 % des droits de vote - Fin de la concession : 2032,
  - S.A.T. SpA - Société Autoroute Tyrrhénienne - les tronçons Livourne-Rosignano Marittimo et Rome-Tarquinia de l'autoroute A12 "Tyrrénienne" Gênes - Rome, 54,8 km - 99,99 %[9] - Fin de la concession : 2028,
  - Tangenziale di Napoli, 20,2 km - Fin de la concession : 2037
- Constructions & ingénierie
  - TECNE Engineering - 100% - société d'ingénierie, spécialisée dans la conception et la direction de travaux d'ouvrages d'art importants pour autoroutes et aéroports dans le monde,
  - AMPLIA Infrastructures - 100 % - construction, maintenance et modernisation des infrastructures et des revêtements routiers,
  - ELGEA - 100 % - création d'énergie verte en utilisant les supports du réseau autoroutier du groupe,
- Autres activités de service[10]
  - MOVYON - 100 % - Développement et intégration de solutions d'Intelligent Transport Systems,
  - FREETOX - 100 % - développement et offres de services innovants liés à la mobilité,
  - AD Moving - 100 % - commercialisation d'espaces et services publicitaires et gestion d'aires de service,
  - EsseDiEsse - 100 % - gestion de services administratifs, payes, services généraux, gestion immobilière pour le groupe, récupération des crédits et facturation des péages aux sociétés,
  - Autostrade Tech - 100 % - Recherche et Développement, intégration des Systèmes hardware et software dans le cadre des Intelligent Transport System (ITS) avec expertise spécifique dans la gestion et le développement des systèmes de péage pour améliorer la sécurité,
  - Giove Clear - 100 % - entreprise de services pour le nettoyage des surfaces accessibles extérieures et les espaces verts sur environ 70% des Aires de Service et gares de péage du réseau italien.

Le groupe Autostrade per l'Italia a établi un plan d'investissements 2020-2038 :
- 7 milliards euros en entretien des 4 200 ponts et viaducs et 420 km de tunnels de son réseau d'autoroutes,
- 14,1 milliards euros pour de nouveaux tronçons, dont 1,8 milliard uniquement en 2022.